# Aeroporto de N'djili
Aeroporto de N'djili (IATA: FIH, ICAO: FZAA), também conhecido como Aeroporto Internacional de N'Djili e Aeroporto Internacional de Quinxassa, serve a cidade de Quinxassa e é o maior dos quatro aeroportos internacionais na República Democrática do Congo. Foi nomeado a partir do Rio Ndjili, que corre ao sul da capital.
Em 1998, o aeroporto foi o cenário de uma das mais decisivas batalhas da Segunda Guerra do Congo. Forças rebeldes que avançavam sobre Quinxassa infiltraram-se no perímetro do aeroporto, mas foram repelidas pelas tropas de Zimbabwe que apoiavam o governo de Laurent Kabila.
A sua infraestrutura recebeu pouca manutenção ou melhorias ao longo do tempo, sendo que ainda utiliza as instalações construídas pelos belgas durante a era colonial. Algumas atualizações na informatização do terminal de chegadas foram implementadas recentemente e, em Junho de 2015, um novo terminal internacional foi aberto, com capacidade para servir 1 milhão de passageiros por ano.

## Imagens

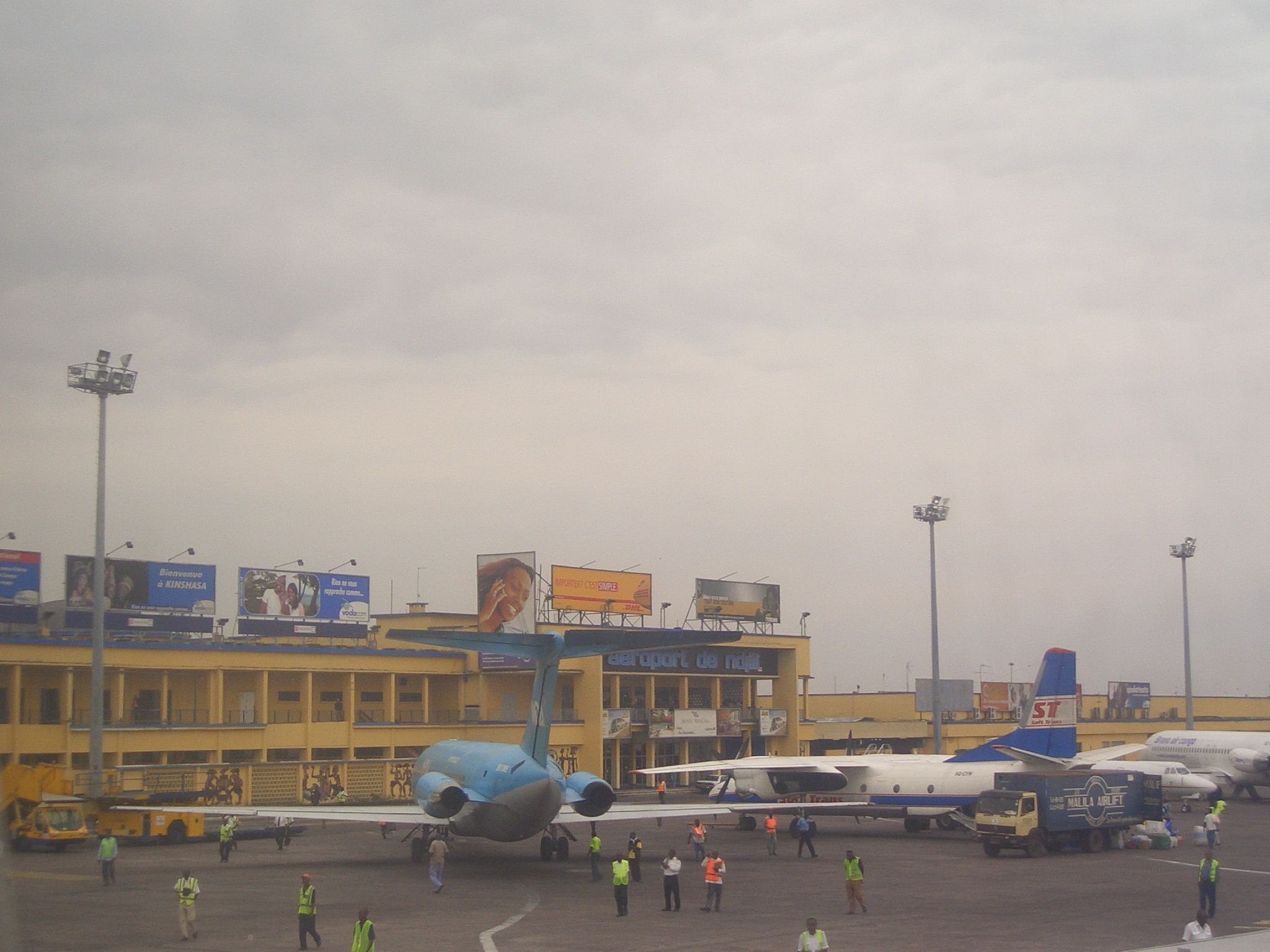
Edíficio do terminal do Aeroporto
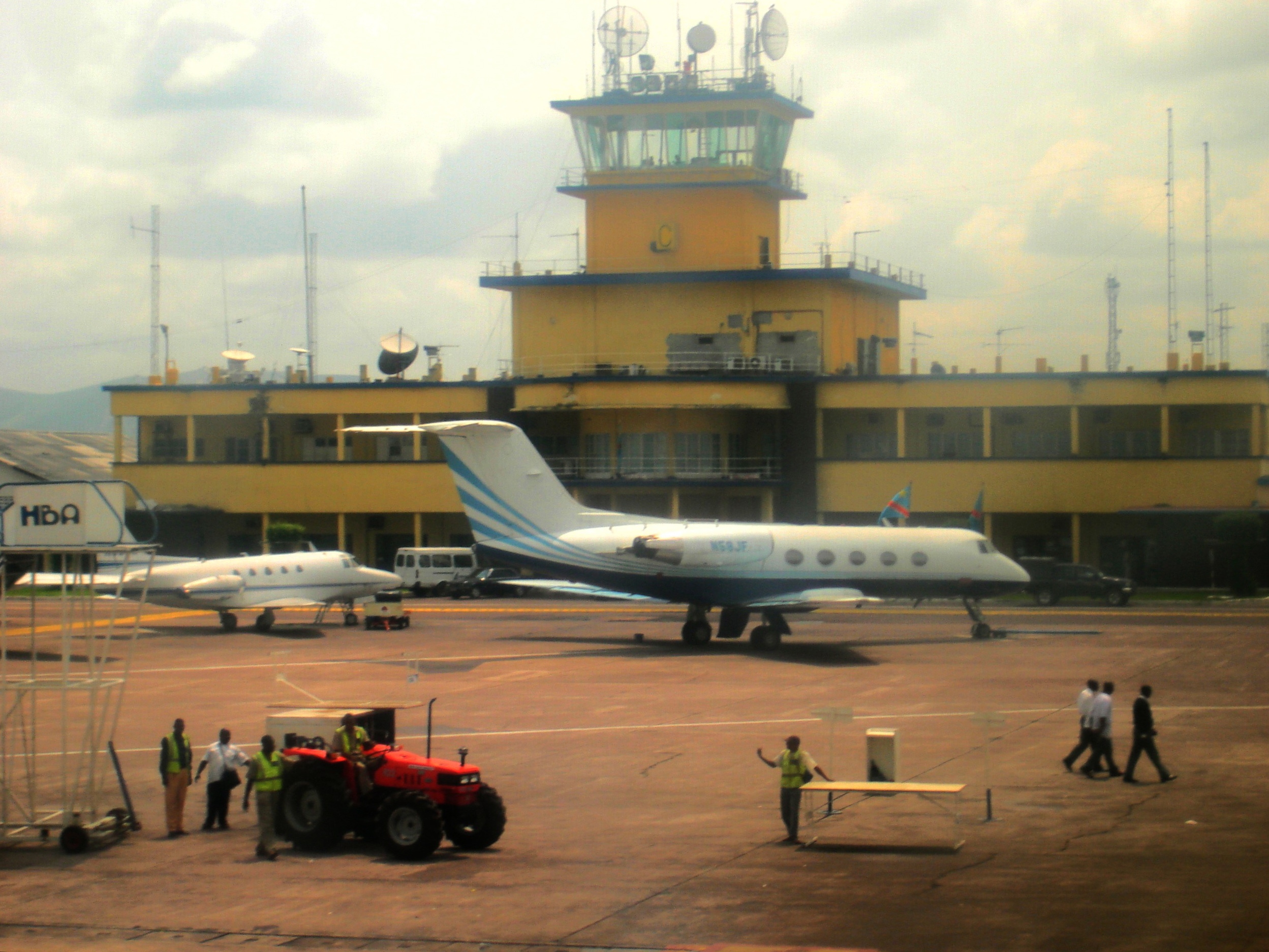
Torre de Controle Aéreo no Aeroporto Internacional de Kinshasa
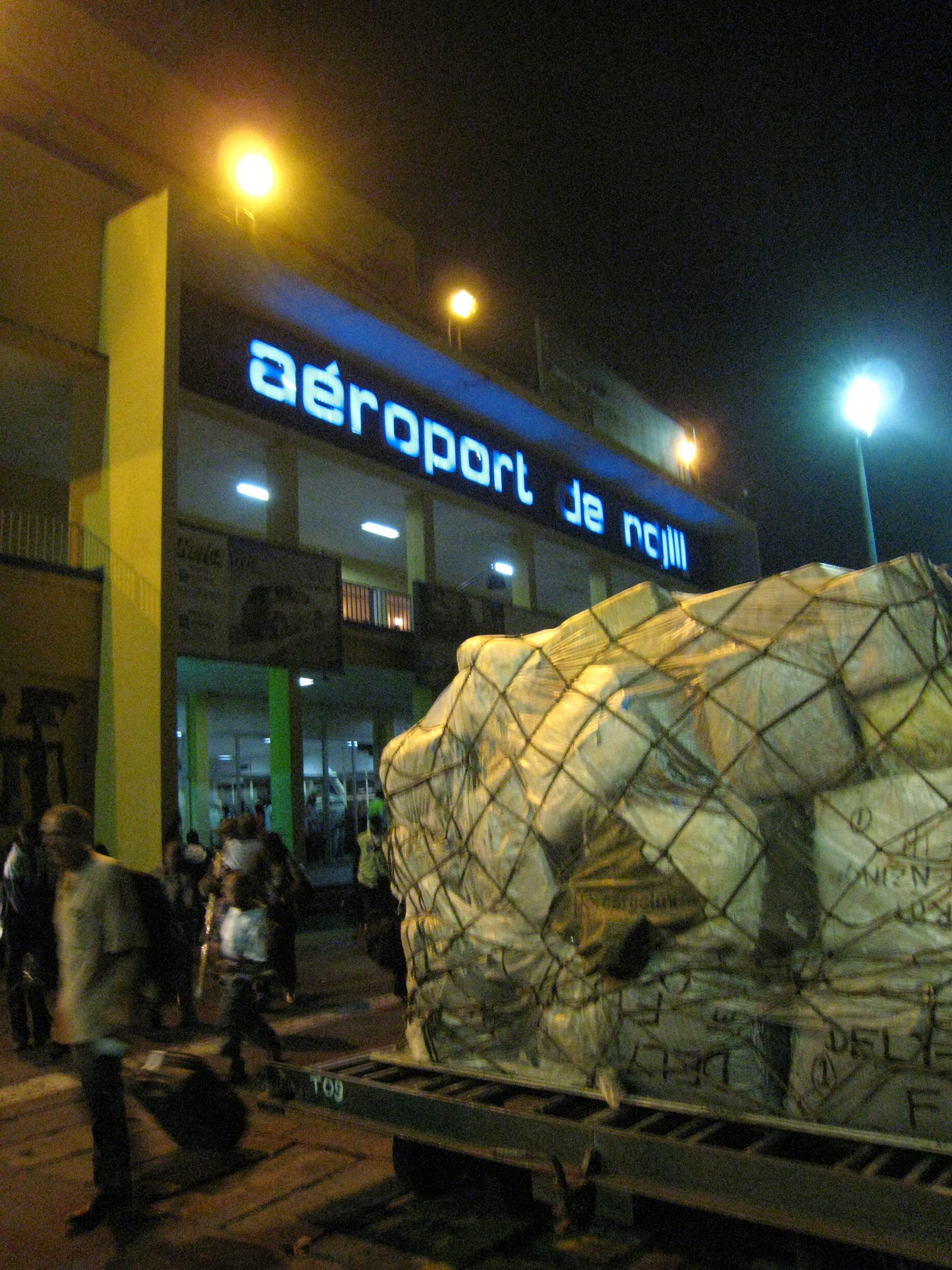
Aeroporto de N'Djili, à noite.